# Condon, Oregon
Condon är administrativ huvudort i Gilliam County i Oregon. Orten har fått sitt namn efter juristen Harvey C. Condon. Enligt 2010 års folkräkning hade Condon 682 invånare.